# Battaglia di Tillieangus
La battagliadi Tillieangus fu uno scontro combattuto il 10 ottobre 1571 tra il clan Gordon ed il clan Forbes presso White Hill di Tillyangus, Aberdeenshire, Scozia. Questa fu parte della guerra civile mariana nella quale i Gordon supportarono Maria di Scozia ed i Forbes supportarono suo figlio, Giacomo VI di Scozia.

## Battaglia
Il 10 ottobre 1571, delle forze cattoliche al comando di Sir Adam Gordon avevano preso lavia di Edimburgo per unirsi a quelle di George Gordon, conte di Huntly. Questi si opponevano alle forze protestanti del clan Forbes, al comando di "Black Arthur" Forbes, il figlio minore del VI lord Forbes. Le forze si incontrarono presso White Hill di Tillyangus, dove i Gordons risultarono vittoriosi. Black Arthur Forbes venne ucciso in battaglia. On the Gordon side, John Gordon of Buckie was killed.
La battaglia venne menzionata in una lettera del vescovo di Galloway al conte di Shrewsbury il 16 novembre 1571. Questi menziona la morte di 36 gentiluomini dei Forbes e del fratello di lord Forbes, assieme a 100 prigionieri tra i quali il figlio minore dello stesso lord Forbes.

## Archeologia
Attorno ai primi anni dell'Ottocento, una gran quantità di ossa umane venne ritrovata sul sito dello scontro e si ritiene che esse facessero parte di una fossa comune della battaglia di Tillieangus.